# Matchrace
Een matchrace is een discipline binnen de zeilsport. Het is een wedstrijd waar er maar twee boten tegelijk elkaar racen. In tegenstelling tot een fleetrace waarbij bijna altijd drie of meer boten zijn. Hierbij gelden dan ook iets andere regels en wordt een heel andere racestrategie aangehouden.

## Andere zeildisciplines
- Bij vlootracen (Engels: fleetracing) wordt met meerdere boten gevaren en is de winnende boot degene die het snelst de baan weet te zeilen.
- Bij teamzeilen (Engels: teamracing) zijn er twee teams met een gelijk aantal boten (meestal 2 of 3 boten per team). Het winnende team is het team dat de minste punten heeft na te zijn gefinisht. De boot die als eerste finisht, krijgt 1 punt, de tweede 2 punten et cetera. In het geval van een gelijke stand geldt dat het team van de laatste gefinishte boot verliest.

## Belangrijke matchracewedstrijden
De belangrijkste matchracewedstrijd is de America's Cup. De winnaar van de America's cup mag uitgedaagd worden door de winnaar van de Louis Vuitton Cup. De 2006 en 2007 winnaar was de "Alinghi" uit Zwitserland.
Tot voor kort was matchracen ook een olympische discipline in de Soling. De Nederlander Roy Heiner was tijdens de laatste editie waarin gematchracet werd kanshebber voor het goud. Hij werd vierde met Peter van Niekerk en Dirk de Ridder.